# Бруккнойдорф
Бруккнойдорф (нем. Bruckneudorf, венг. Királyhida) — община в Австрии, в федеральной земле Бургенланд.
Входит в состав округа Нойзидль-ам-Зе. Население составляет 2953 человек (на 31 декабря 2014 года). Занимает площадь 36,64 км². Официальный код — 1 07 03.

## История
Вместе с остальной частью Бургенланда муниципалитет находился в составе Венгрии (под названием немецкая Западная Венгрия) до 1921 года. С 1898 года, несмотря на то, что область была в значительной степени германоязычной, потребовалось поменять её название на венгерское Киральхида (Királyhida) согласно венгерской языковой политике национального правительства в Будапеште. После первой мировой войны по Сен-Жерменскому и Трианонскому договору немецкая Западная Венгрия была передана Австрии (смотрите историю Бургенланда). Во времена Римской империи область уже была плотно заселена и одной из наиболее важных римских вилл найденных в восточной Австрии является Вилла Брукнойдорф, которая находится несколько километров восточнее.
В Имперском парке (Kaiserpark) имеется единственный памятник императора Франца Иосифа I на территории современной Австрии, на котором указан его другой титул — короля Венгрии.
Глава из книги Похождения бравого солдата Швейка, в которой описываются отношения между венгерским сообществом и другими национальностями Австро-Венгрии, посвящена этому городу.

## Политическая ситуация
Выборы—2007
Бургомистр коммуны — Герлинде Вайс (СДПА) по результатам выборов 2007 года.
Совет представителей коммуны (нем. Gemeinderat) состоит из 23 мест.
Распределение мест:
- СДПА занимает 17 мест;
- АНП занимает 5 мест;
- АПС занимает 1 место.

Выборы—2012
Бургомистр коммуны — Герхард Драйсцкер (СДПА) по результатам выборов 2012 года.
Совет представителей коммуны (нем. Gemeinderat) состоит из 23 мест.
Распределение мест:
- СДПА занимает 13 мест;
- АПС занимает 5 место
- АНП занимает 3 мест;
- Team Stronach 2 места.